# Tidjani Anaane
Tidjani Anaane (Gangban, 29 marzo 1997) è un calciatore beninese, centrocampista dell'Al-Olympic.

## Carriera

### Nazionale
Ha partecipato alla Coppa d'Africa del 2019.

## Palmarès

### Club

#### Competizioni nazionali
- Coppa di Tunisia: 1

Espérance: 2015-2016
- Campionato tunisino: 1

Espérance: 2016-2017